# Madeline Bell
Madeline Bell (Newark, 23 luglio 1942) è una cantante statunitense naturalizzata britannica.
Attiva come solista fin dalla fine degli anni sessanta, tra il 1977 e il 1978 ha fatto parte della prima formazione degli Space. Nel corso della sua carriera ha collaborato come corista per brani di artisti della disco music come Cerrone e nell'album E=MC² di Giorgio Moroder.

## Discografia
Come solista

### Album in studio
- 1967 - Bell's a Poppin' (Philips)
- 1968 - Doin' Things (Philips)
- 1968 - I'm Gonna Make You Love Me (Philips)
- 1971 - Madeline Bell (Philips)
- 1973 - Comin' Atcha (RCA Victor)
- 1976 - This Is One Girl (Pye)
- 1988 - Beat out That Rhythm on a Drum (Koch Jazz)
- 1992 - City Life (con Georgie Fame) (BBC Radio 2)
- 1993 - Madeline (Four Corners)
- 1993 - Have You Met Miss Bell (Polydor)
- 1995 - Girl Talk (Willbrord)
- 1995 - Christmas Card (Willbrord)
- 1998 - Yes I Can: a Melting Pot (International Music Management)
- 2000 - Blessed (Baileo Music Productions B.V.)
- 2004 - Blue Christmas (Baileo Music Productions B.V.)
- 2011 - Tribute to Ray Charles (Baileo Music Productions B.V.)
- 2013 - Together Again (con David Martin) (Angel Air Records)
- 2014 - Singer : The Musical (Proper Records)[2]

Con gli Space
- 1977 - Magic Fly (Vogue)
- 1977 - Deliverance (Vogue)
- 1978 - Just Blue (Vogue)
- 2011 - From Eart to Mars (RDS Records)